# Zipper Interactive
Zipper Interactive fue un estudio desarrollador de videojuegos estadounidense ubicado en Redmond, Washington, que formaba parte del grupo Sony Computer Entertainment Worldwide Studios. Fue fundado en junio de 1995 por Jim Bosler y Brian Soderberg. Creó muchos videojuegos diferentes, incluida la serie SOCOM: U.S. Navy SEALs. SOCOM: U.S. Navy SEALs fue creado en colaboración con el Comando de Guerra Especial Naval y publicado por Sony Computer Entertainment para PlayStation 2. El 25 de enero de 2006, Sony anunció que había adquirido Zipper Interactive para agregarlo a su grupo de estudios de desarrollo.

## Videojuegos
| Año  | Título                                  | Plataforma(s)        |
| ---- | --------------------------------------- | -------------------- |
| 1996 | DeathDrome                              | Microsoft Windows    |
| 1998 | Top Gun: Hornet's Nest                  | Microsoft Windows    |
| 1999 | Recoil                                  | Microsoft Windows    |
| 1999 | MechWarrior 3                           | Microsoft Windows    |
| 1999 | MechWarrior 3: Pirate's Moon            | Microsoft Windows    |
| 2000 | Crimson Skies                           | Microsoft Windows    |
| 2002 | SOCOM: U.S. Navy SEALs                  | PlayStation 2        |
| 2003 | SOCOM II: U.S. Navy SEALs               | PlayStation 2        |
| 2005 | SOCOM 3: U.S. Navy SEALs                | PlayStation 2        |
| 2005 | SOCOM: U.S. Navy SEALs Fireteam Bravo   | PlayStation Portable |
| 2006 | SOCOM: U.S. Navy SEALs Combined Assault | PlayStation 2        |
| 2006 | SOCOM: U.S. Navy SEALs Fireteam Bravo 2 | PlayStation Portable |
| 2010 | MAG                                     | PlayStation 3        |
| 2011 | SOCOM 4: U.S. Navy SEALs                | PlayStation 3        |
| 2012 | Unit 13                                 | PlayStation Vita     |

## Cierre
El 29 de marzo de 2012, Sony anunció que cerraría Zipper Interactive debido a la "realineación de recursos". El cierre de Zipper Interactive fue confirmado por Sony Computer Entertainment al día siguiente, el 30 de marzo de 2012. Antes de su cierre, Zipper Interactive estaba trabajando en dos títulos no anunciados para PlayStation 4 antes de que ambos proyectos fueran cancelados una vez que se completara la clausura. Uno era otra entrada en la serie de los SEAL de los Estados Unidos, y el otro era un videojuego de disparos en primera persona destinado a ser una nueva IP.